# Premio TVyNovelas a la mejor actriz protagónica

 (срп. Наградa ТВ и Новелас за најбољу главну глумицу) део је наградa ТВ и Новелас, која је најважнија награда латино америчким глумицама. 

## Рекорди у категорији
- Глумица са највише освојених награда: Лусеро са освојених 3 награда.
- Глумице са највише номинација: Летисија Калдерон и Викторија Руфо и Лусеро са 6 номинација.
- Глумица која је освојила награду у свим својим номинацијама: Вероника Кастро, Мајрин Виљануева, Арасели Арамбула, Ана Мартин и Лусија Мендез (2).
- Глумица која је освојила награду у кратком периоду: Адела Норијега El manantial (2002) и Amor real (2004).
- Глумица са највише номинација (ниједну није освојила): Жаклин Бракамонтес са 6 номинација.
- Најмлађа глумица која је освојила ову награду: Анхелик Бојер са 22 године.
- Најмлађа номинована глумица: Анаи са 18 година.
- Глумице које су освојиле ову награду играјући исти лик: Кристијан Бах (Bodas de odio, 1983) и Адела Норијега (Amor Real, 2004)
- Глумица која је освојила ову награду играјући главну негативку: Дијана Брачо Cadenas de amargura 1992
- Глумице које су номиноване за ову награду, иако су глумиле негативке Дијана Брачо, Cadenas de amargura, Елена Рохо Las secretas intenciones и Лусеро Mañana es para siempre.
- 2015. је било највише номинованих глумица за ову награду (6).

## Награђeне и номиноване глумице

### 1980-е
- 1983 Силвија Пинал - Mañana es primavera
  - Ана Мартин - 
  - Кристијан Бах  -

- 1984 Кристијан Бах - 
  - Жаклин Андере - 
  - Сусана Досамантес -

- 1985 Сусана Александер - La traición
  - Елена Рохо - 
  - Ана Мартин

- 1986 Анхелика Арагон - 
  - Кристијан Бах - 
  - Лусија Мендез - 
  - Викторија Руфо -

- 1987 Дијана Брачо - 
  - Данијела Ромо - 
  - Офелија Медина

- 1988 Вероника Кастро  - 
  - Бланка Санчез - Senda de gloria
  - Викторија Руфо -

- 1989 Кристијан Бах - 
  - Ана Мартин - 
  - Лусија Мендез -

### 1990-е
- 1990 Сусана Досамантес - 
  - Алехандра Малдонадо - Mi segunda madre
  - Габријела Голдсмит -

- 1991 Вероника Кастро - 
  - Анхелика Арагон - 
  - Данијела Ромо - 
  - Жаклин Андере - 
  - Летисија Калдерон -

- 1992 Дијана Брачо - 
  - Габријела Риверо - Al filo de la muerte
  - Хулијета Росен - Madres egoistas
  - Лусија Мендез -

- 1993 Марија Сорте - De frente al sol
  - Данијела Кастро - 
  - Летисија Калдерон -

- 1994 Едит Гонзалез - 
  - Летисија Калдерон - 
  - Викторија Руфо -

- 1995 Ребека Џоунс - 
  - Талија - 
  - Марибел Гвардија -

- 1996 Лусеро - 
  - Анхелика Ривера - 
  - Елена Рохо -

- 1997 Данијела Кастро - 
  - Ерика Буенфил - 
  - Летисија Калдерон -

- 1998 Анхелика Арагон - Mirada de mujer 
  - Данијела Кастро - 
  - Летисија Калдерон - 
  - Клаудија Рамирез -

- 1999 Елена Рохо - 
  - Анхелика Ривера - 
  - Габријела Спаник - 
  - Викторија Руфо -

### 2000-е
- 2000 Летисија Калдерон - 
  - Едит Гонзалез - 
  - Ерика Буенфил -

- 2001 Лусеро - 
  - Анаи - Primer amor
  - Арасели Арамбула -

- 2002 Адела Норијега - 
  - Анхелика Ривера - 
  - Данијела Кастро - 
  - Едит Гонзалез -

- 2003 Јадира Кариљо - 
  - Арасели Арамбула - Corazón salvaje
  - Кариме Лозано -

- 2004 Адела Норијега - 
  - Јадира Кариљо - 
  - Сусана Гонзалес - 
  - Алехандра Барос -

- 2005 Барбара Мори - 
  - Патрисија Мантерола - 
  - Едит Гонзалез -

- 2006 Лусеро - 
  - Адела Норијега - 
  - Викторија Руфо - 
  - Нинел Конде -

- 2007 Анхелика Вале - 
  - Алехандра Барос - La verdad oculta
  - Ана Лајевска - Las dos caras de Ana
  - Жаклин Бракамонтес - 
  - Кариме Лозано -

- 2008 Анхелика Ривера - 
  - Мајрин Виљануева - 
  - Сусана Гонзалес -

- 2009 Бланка Гера - Alma de hierro
  - Адела Норијега - 
  - Жаклин Бракамонтес -

### 2010-е
- 2010 Итати Канторал - Hasta que el dinero nos separe
  - Лусеро - 
  - Жаклин Бракамонтес - 
  - Арасели Арамбула -

- 2011 Анхелик Бојер - 
  - Лусеро - 
  - Ребека Џоунс -

- 2012 Сандра Ечеверија - 
  - Ана Бренда - 
  - Анаи Пуенте - 
  - Мајрин Виљануева - 
  - Маите Перони -

- 2013 Викторија Руфо - 
  - Анхелик Бојер - 
  - Лусеро - 
  - Зурија Вега -

- 2014 Ерика Буенфил - 
  - Ана Бренда - 
  - Бланка Сото - Porque el amor manda
  - Мајрин Виљануева -

- 2015 Адријана Лувијер - 
  - Анхелик Бојер - 
  - Аријадне Дијаз – La malquerida
  - Есмералда Пиментел – El color de la pasión
  - Маите Перони – 
  - Зурија Вега –

- 2016 Маите Перони - 
  - Eсмералда Пиментел  - La vecina
  - Мишел Ренауд - La sombra del pasado
  - Ливија Брито - 
  - Зурија Вега -

- 2017 Анхелик Бојер - 
  - Адријана Лувијер - 
  - Клаудија Алварез - Simplemente María
  - Ирене Азуела - El hotel de los secretos
  - Силвија Наваро -

- 2018 Маите Перони - 
  - Адријана Лувијер  - Caer en tentación
  - Аријадне Дијаз - La doble vida de Estela Carrillo
  - Силвија Наваро - 
  - Зурија Вега -